# Harra

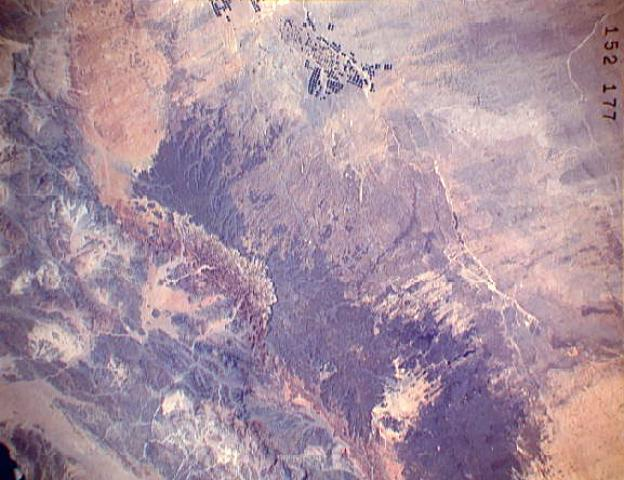
Imatge del desert.

Harra o al-Harra és el nom genèric d'un desert de basalt d'uns 15.200 km², originat per antics volcans avui soterrats. Se situa al nord-oest de l'Aràbia Saudita i abasta una part de Jordània i de Síria. La major part d'aquests deserts es troben entre el Hauran i Medina.